# Giuseppe Fiorenza
Giuseppe Maria Fiorenza (Monreale, 21 februari 1841 –  , 27 januari 1924) was een dichter en prelaat in Sicilië in het koninkrijk Italië.

## Levensloop
In 1864 werd Fiorenza priester gewijd in het aartsbisdom Monreale op Sicilië, waar hij werkzaam bleef. Zo was hij bibliothecaris van het priesterseminarie. In deze periode publiceerde hij enkele becommentarieerde verzen.
Fiorenza werd bevorderd tot prelaat van Santa Lucia del Mela (1895), een Siciliaanse prelatuur die rechtstreeks afhing van de Heilige Stoel.
Een jaar later volgde zijn benoeming tot aartsbisschop van Syracuse (1896). Fiorenza bleef aartsbisschop van Syracuse tot 1905, het jaar van zijn aftreden, na een moeizaam verlopen bestuurstijd. Het was een periode waarin het Siciliaanse karakter van de Katholieke Kerk op Sicilië afnam: Siciliaanse bisschoppen werden opgevolgd werden door niet-Sicilianen en de katholieke krant La Sicilia Cattolica werd opgedoekt (1904). Ook Fiorenza werd opgevolgd door een niet-Siciliaan: Luigi Bignami uit Milaan werd de aartsbisschop van Syracuse.
Paus Pius X bezorgde Fiorenza vervolgens de titel van aartsbisschop van Claudiopolis in Honoriade. Dit is het stadje Eskihisar in Turkije, in de provincie Bolu en was ooit een aartsbisschoppelijke zetel die afhing van het patriarchaat van Constantinopel.